# Itia Zuti
Itia Zuti är en ort i Mexiko.   Den ligger i kommunen Metlatónoc och delstaten Guerrero, i den sydöstra delen av landet, 260 km söder om huvudstaden Mexico City. Itia Zuti ligger 1 051 meter över havet och antalet invånare är 335.
Terrängen runt Itia Zuti är bergig åt nordväst, men åt sydost är den kuperad. Itia Zuti ligger nere i en dal. Runt Itia Zuti är det ganska glesbefolkat, med 43 invånare per kvadratkilometer. Närmaste större samhälle är San Pablo Atzompa, 9,8 km nordväst om Itia Zuti. I omgivningarna runt Itia Zuti växer huvudsakligen savannskog.